# سوريا في الألعاب الأولمبية الصيفية 1972
شاركت سوريا في الألعاب الأولمبية الصيفية 1972 في ميونخ، ألمانيا الغربية

## مقالات ذات صلة
- الوطن العربي في الألعاب الأولمبية الصيفية 1972